# Трикинг
Три́кинг  — относительно новое спортивное движение, представляющее собой сочетание движений из боевых искусств, гимнастики, капоэйры, брейкданса и других спортивных дисциплин для создания зрелищной смеси из вращений в разных плоскостях.
Слово «трикинг» — общепринятое сокращение от полного названия дисциплины — martial arts tricking, в переводе на русский обозначающего «трюки боевых искусств».

## История
Поскольку методы оценки показательных выступлений становились прогрессивнее, новое поколение людей, занимающихся боевыми искусствами, стали придумывать новые движения, соревнуясь друг с другом по более чистым, более роскошным и более сложным трюкам.К концу 2003 года, онлайн-сообщество представляло собой хорошо развитую систему, объединяющую трикеров со всего земного шара. С расцветом YouTube у трикеров появилась возможность удобно и быстро обмениваться видеороликами, вследствие чего популярность и известность трикинга значительно возросла.

## Развитие
В отличие от многих спортивных дисциплин, трикинг не имеет правил и установок, также не существует нормативной базы, которая регулирует этот спорт. Строго говоря, участники свободно могут выполнить любое динамическое движение на плоскости и назвать его «трюк» — хотя есть определённые движения, которые являются общепринятыми в трикинге. Некоторые трикеры (особенно те, кто узнал о трикинге через интернет) стремятся изучить сначала простые движения (такие как 540 Kick, Aerial, Kip-Up и Backflip) и прогрессируют по списку нужных трюков по возрастанию сложности. Однако сложность трюка зависит от человека: некоторые трюки могут быть гораздо легче или сложнее чем ожидается.

## Направления
Трикинг часто путают с капоэйрой и акростритом. Также существуют схожие спортивные программы XMA и MLM:
- XMA (eXtreme Martial Arts) — спортивное карате, созданное Майком Чатом. XMA — это смесь гимнастики, танцев, акробатики и разных техник и философий боевых искусств. В отличие от трикинга, XMA занимаются с тренерами по специальной программе. Несмотря на это, в интернете часто встречается термин XMA просто в качестве синонима слову трикинг[источник не указан 1270 дней].
- Multi Level Moves — тренировочная программа, созданная Joe Eigo.